# Henrik Werth

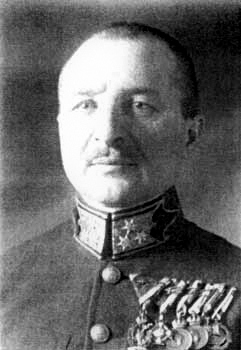
Henrik Werth

Henrik (Heinrich) Werth (* 26. Dezember 1881 in Rezsőháza, Österreich-Ungarn, heute: Serbien; † 28. Mai 1952) war ein ungarischer Offizier, der unter anderem zwischen 1938 und 1941 Chef des Generalstabes sowie von 1940 bis 1941 Oberbefehlshaber der Königlich Ungarischen Armee war.

## Leben
Henrik (Heinrich) Werth trat 1897 als Kadett in die Landstreitkräfte Österreich-Ungarns ein und nahm als Angehöriger des Österreich-Ungarischen Heeres am Ersten Weltkrieg teil. Nach Kriegsende und dem Zusammenbruch Österreich-Ungarns trat er der Armee der Ungarischen Räterepublik bei und war als Oberstleutnant 1919 Chef des Stabes des 1. Roten Korps. Er nahm am Ungarisch-Rumänischen Krieg (April bis August 1919) teil, der mit einem rumänischen Sieg endete. In der Zwischenkriegszeit wurde er 1920 zum Oberst befördert und fungierte er zeitweise als Chef der Operationsabteilung im Generalstab der Königlich Ungarischen Armee. Nach seiner Beförderung zum Generalmajor war er von 1926 bis 1931 als Kommandant der Königlich Ungarischen Ludovika-Akademie sowie im Anschluss zwischen 1931 und 1936 Kommandeur der 4. Gemischten Brigade. Daraufhin schied er 1936 zunächst aus dem aktiven Militärdienst und wurde 1938 zurückberufen.
Als Nachfolger von General Lajos Keresztes-Fischer übernahm Generaloberst Werth im Anschluss 29. September 1938 den Posten als Chef des Generalstabes der Königlich Ungarischen Armee und behielt diesen bis zum 31. August 1941, woraufhin General Ferenc Szombathelyi ihn ablöste. Er war für einen Kriegseintritt Ungarns gegen die Sowjetunion. Er war zugleich zwischen 1940 und seiner Ablösung durch General Szombathelyi 1941 zugleich Oberbefehlshaber der Königlich Ungarischen Armee. 1945 wurde er wegen Kriegsverbrechen vom Ungarischen Gerichtshof (Magyar Királyi Kúria) zum Tode verurteilt und befand sich daraufhin bis zu seinem Tode 1952 in Haft in der Sowjetunion.

## Hintergrundliteratur
- Miklós Szinai, László Szűcs (Herausgeber):  Horthy Miklós titkos iratai, Budapest 1962